# Démographie de la Bulgarie
La démographie de la Bulgarie se caractérise par un dépeuplement marqué de son territoire. Avec une population estimée de 6 952 000 habitants en 2019, la Bulgarie est le 16e pays le plus peuplé dans l'Union européenne. La majorité (environ 83 %) de la population est bulgare. Les Turcs (environ 9 %) et les Roms (environ 5 %) représentent les deux autres grands groupes ethniques. Le taux d'urbanisation est de 73 %. La plus grande ville est la capitale Sofia avec ses 1 270 000 habitants, qui représentent 17 % de la population totale du pays. Les autres grandes villes sont Plovdiv (338 000 hab.), Varna (335 000 hab.), Bourgas (202 000 hab.) et Roussé (150 000 hab.).
Selon une étude publiée par l'ONU à l'été 2007, la Bulgarie se classe à la 4e place mondiale par le taux de croissance des personnes âgées, à la 7e place par la part de la population âgée de 60 ans ou plus (22,9 %, contre 11 % en moyenne dans le monde) et à la 9e place par l'âge moyen de ses habitants (44,4 ans contre 28 en moyenne dans le monde). Aujourd'hui le pays se trouve en une crise démographique grave, avec un des plus bas taux de natalité dans le monde (9,32/1 000 habitants, 204e) et un des plus hauts taux de mortalité (14,32/1 000 habitants, 13e dans le monde). L'écart résultant donne à la Bulgarie le plus faible taux de croissance démographique de toute nation souveraine dans le monde (-0,78 %).
Ceci souligne la crise démographique que connaît le pays depuis le milieu des années 1980 et qui s'est accélérée après la chute du régime communiste en 1989. Cette situation s'explique par plusieurs facteurs et notamment par la faiblesse du niveau de vie et l'insécurité socio-économique qui n'inciteraient pas à faire des enfants, le souhait de consacrer le maximum de moyens à l'éducation des enfants afin qu'ils puissent faire des études longues et de niveau élevé, l'arrivée à l'âge de la retraite de la génération du baby boom, le départ vers l'Europe occidentale, l'Amérique du Nord et l'Australie de nombreux jeunes, surtout parmi ceux qui ont fait des études supérieures et enfin un des taux d'avortement les plus élevés au monde (75 pour 1 000 naissances) malgré l'usage très largement répandu de moyens de contraception modernes.
La population de la Bulgarie a chuté de 11 % entre 2011 et 2021.

## Évolution de la population

### De 1900 à 1955
| Année | Population | Naissances annuelles | Décès annuels | Solde naturel annuel | Taux de natalité (‰) | Taux de mortalité (‰) | Solde naturel (‰) | Indice de fécondité |
| ----- | ---------- | -------------------- | ------------- | -------------------- | -------------------- | --------------------- | ----------------- | ------------------- |
| 1900  | 3 710 000  | 157 000              | 84 000        | 73 000               | 42,3                 | 22,6                  | 19,7              |                     |
| 1905  | 4 000 000  | 174 000              | 87 000        | 87 000               | 43,5                 | 21,8                  | 21,8              |                     |
| 1910  | 4 350 000  | 180 000              | 100 000       | 80 000               | 41,4                 | 23,0                  | 18,4              |                     |
| 1915  | 4 280 000  | 172 000              | 85 000        | 87 000               | 40,2                 | 19,9                  | 20,3              |                     |
| 1920  | 4 850 000  | 193 000              | 104 000       | 89 000               | 39,8                 | 21,4                  | 18,4              |                     |
| 1925  | 5 310 000  | 196 000              | 102 000       | 94 000               | 36,9                 | 19,2                  | 17,7              |                     |
| 1930  | 5 740 000  | 180 000              | 93 000        | 87 000               | 31,4                 | 16,2                  | 15,2              | 4,05                |
| 1935  | 6 102 000  | 160 951              | 89 086        | 71 865               | 26,4                 | 14,6                  | 11,8              | 3,39                |
| 1940  | 6 341 000  | 140 564              | 85 046        | 55 518               | 22,2                 | 13,4                  | 8,8               | 2,84                |
| 1945  | 6 936 000  | 166 960              | 103 591       | 63 369               | 24,1                 | 14,9                  | 9,1               | 3,09                |
| 1950  | 7 251 000  | 182 571              | 74 134        | 108 437              | 25,2                 | 10,2                  | 15,0              | 2,94                |
| 1955  | 7 499 000  | 150 978              | 67 960        | 83 018               | 20,1                 | 9,1                   | 11,1              | 2,41                |

### De 1960 à 2023

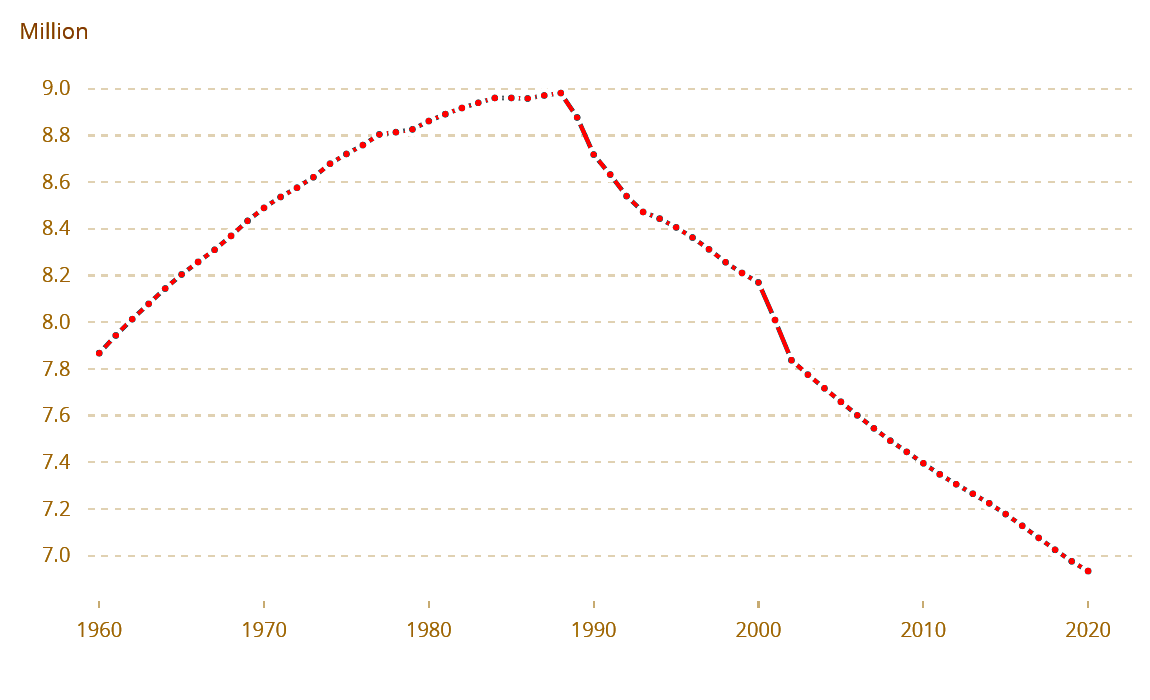
Évolution démographie de la population de 1961 à 2009.
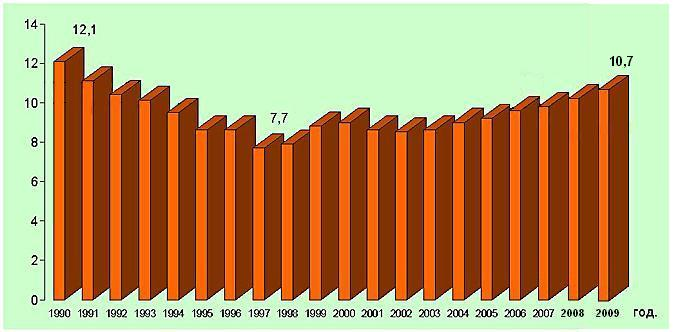
Taux de natalité en 1990 à 2010.
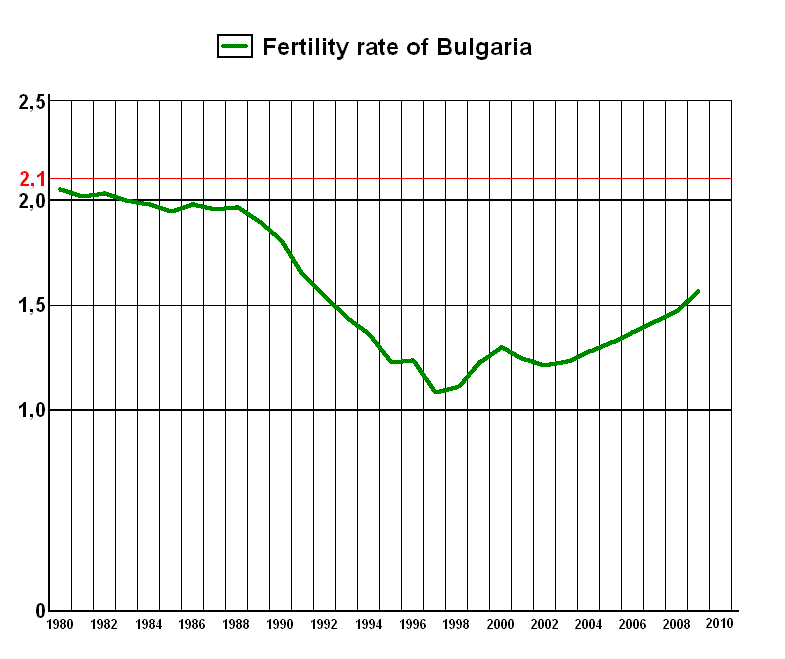
Taux de fécondité de 1980 à 2010.

| Année | Population (au 1er janvier) | Naissances | Taux de natalité (‰) | Taux de fécondité (enfants par femme) | Décès   | Taux de mortalité (‰) | Taux de variation naturelle (‰) | Solde migratoire | Croissance démographique (‰) |
| ----- | --------------------------- | ---------- | -------------------- | ------------------------------------- | ------- | --------------------- | ------------------------------- | ---------------- | ---------------------------- |
| 1960  | 7 829 246                   | 140 082    | 17,8                 | 2,31                                  | 63 665  | 8,1                   | 9,7                             | - 161            | 9,7                          |
| 1965  | 8 177 547                   | 125 791    | 15,3                 | 2,09                                  | 66 970  | 8,2                   | 7,2                             | −5 580           | 6,5                          |
| 1970  | 8 464 264                   | 138 745    | 16,3                 | 2,17                                  | 77 095  | 9,1                   | 7,3                             | −11 031          | 6,0                          |
| 1975  | 8 710 049                   | 144 668    | 16,6                 | 2,23                                  | 89 974  | 10,3                  | 6,3                             | −33 309          | 2,5                          |
| 1980  | 8 846 417                   | 128 190    | 14,5                 | 2,05                                  | 97 950  | 11,1                  | 3,4                             | - 5              | 3,4                          |
| 1985  | 8 971 214                   | 118 955    | 13,3                 | 1,95                                  | 107 485 | 12,0                  | 1,3                             | −32 804          | - 2,4                        |
| 1990  | 8 767 308                   | 105 180    | 12,1                 | 1,81                                  | 108 608 | 12,5                  | - 0,4                           | −94 611          | - 11,2                       |
| 1995  | 8 427 418                   | 71 967     | 8,6                  | 1,23                                  | 114 670 | 13,6                  | - 5,1                           | 0                | - 5,1                        |
| 2000  | 8 190 876                   | 73 679     | 9,0                  | 1,26                                  | 115 087 | 14,1                  | - 5,1                           | 0                | - 5,1                        |
| 2005  | 7 688 573                   | 71 075     | 9,3                  | 1,32                                  | 113 374 | 14,8                  | - 5,5                           | −16 903          | - 7,7                        |
| 2010  | 7 421 766                   | 75 513     | 10,2                 | 1,49                                  | 110 165 | 14,9                  | - 4,7                           | −17 683          | - 7,1                        |
| 2015  | 7 202 198                   | 65 950     | 9,2                  | 1,53                                  | 110 117 | 15,3                  | - 6,2                           | −4 247           | - 6,7                        |
| 2018  | 6 757 418                   | 62 197     |                      |                                       |         |                       |                                 |                  |                              |
| 2019  | 6 664 177                   | 61 538     |                      |                                       |         |                       |                                 |                  |                              |
| 2020  | 6 569 275                   | 59 086     |                      |                                       |         |                       |                                 |                  |                              |
| 2021  | 6 532 117                   | 58 678     |                      |                                       |         |                       |                                 |                  |                              |
| 2022  | 6 482 484                   | 56 596     |                      |                                       |         |                       |                                 |                  |                              |
| 2023  | 6 447 710                   | 57 197     |                      |                                       |         |                       |                                 |                  |                              |

### Projection démographique
L'évolution probable de la taille et de la structure de la population fait l'objet d'une projection tenant compte des tendances actuelles de l'évolution de la population avec comme année de référence 2015 :
| Année | Population (au 1er janvier) - Projection de référence |
| ----- | ----------------------------------------------------- |
| 2030  | 6 408 361                                             |
| 2040  | 5 933 535                                             |
| 2050  | 5 564 146                                             |
| 2060  | 5 225 824                                             |
| 2070  | 4 871 873                                             |
| 2080  | 4 593 415                                             |

La Bulgarie vit une véritable crise démographique : le pays a perdu 25 à 30% de sa population depuis 1989, une tendance qui se retrouve dans les projections démographiques du pays. Pour les projections à 2050, les analystes les plus pessimistes évoquent une chute à 4,5 millions d'habitants.
Le journal The Economist évoque le vide démographique qui se forme dans le nord du pays. De vastes surfaces agricoles restent à l’abandon. Les écoles et les lignes d’autobus sont fermées et la société vit une véritable désorganisation. En 2019, le Pape François s'est ému du dépeuplement de la Bulgarie et a invité les Bulgares à accueillir plus de migrants.

## Composition ethnique et linguistique
| Le graphique qui aurait dû être présenté ici ne peut pas être affiché car il utilise l'ancienne extension Graph, désactivée pour des questions de sécurité. Des indications pour créer un nouveau graphique avec la nouvelle extension Chart sont disponibles ici . |
| Source recensement 2011. |

Les Roms ont une fécondité nettement plus élevée que le reste de la population. On constate une hausse progressive du pourcentage de la population des ethnies non bulgares.

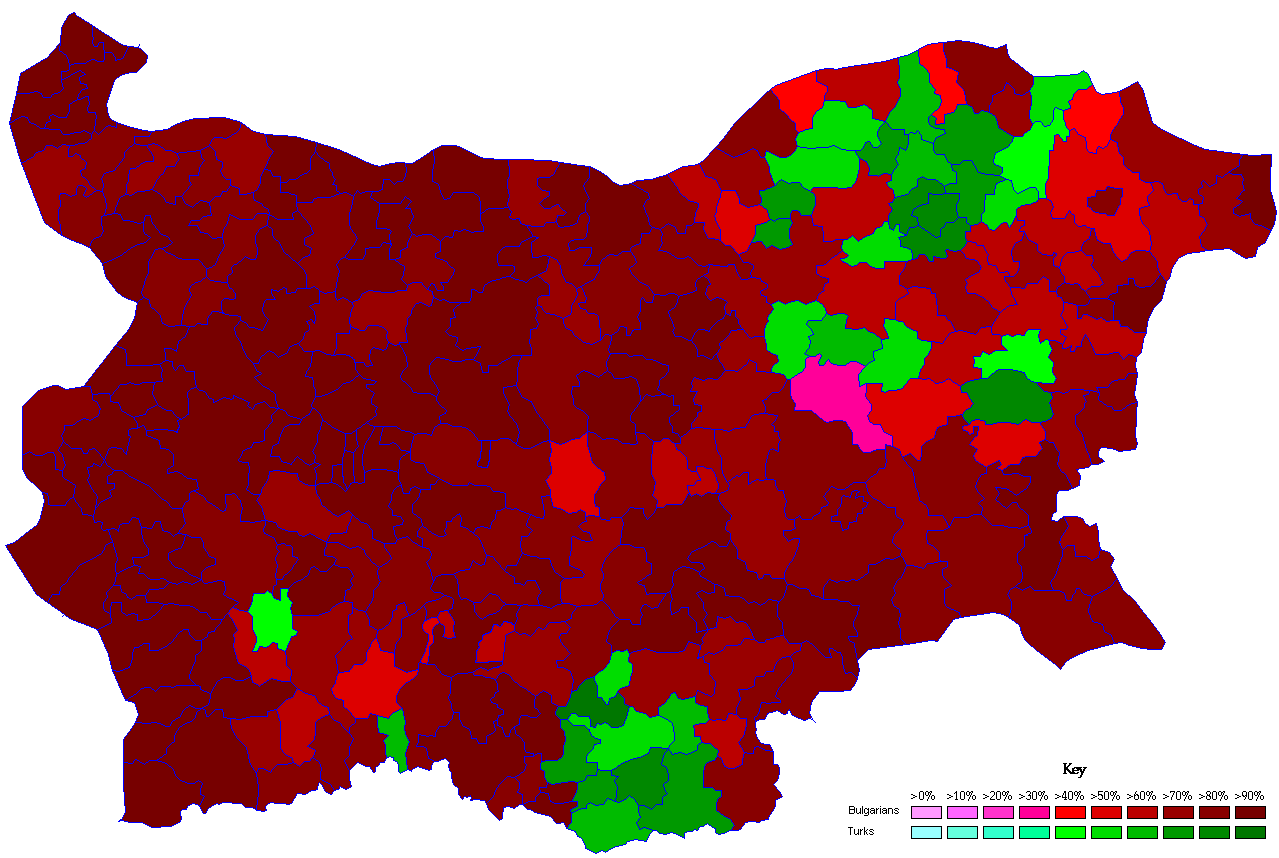
Distribution des groupes ethniques en Bulgarie d'après le recensement de 2011.

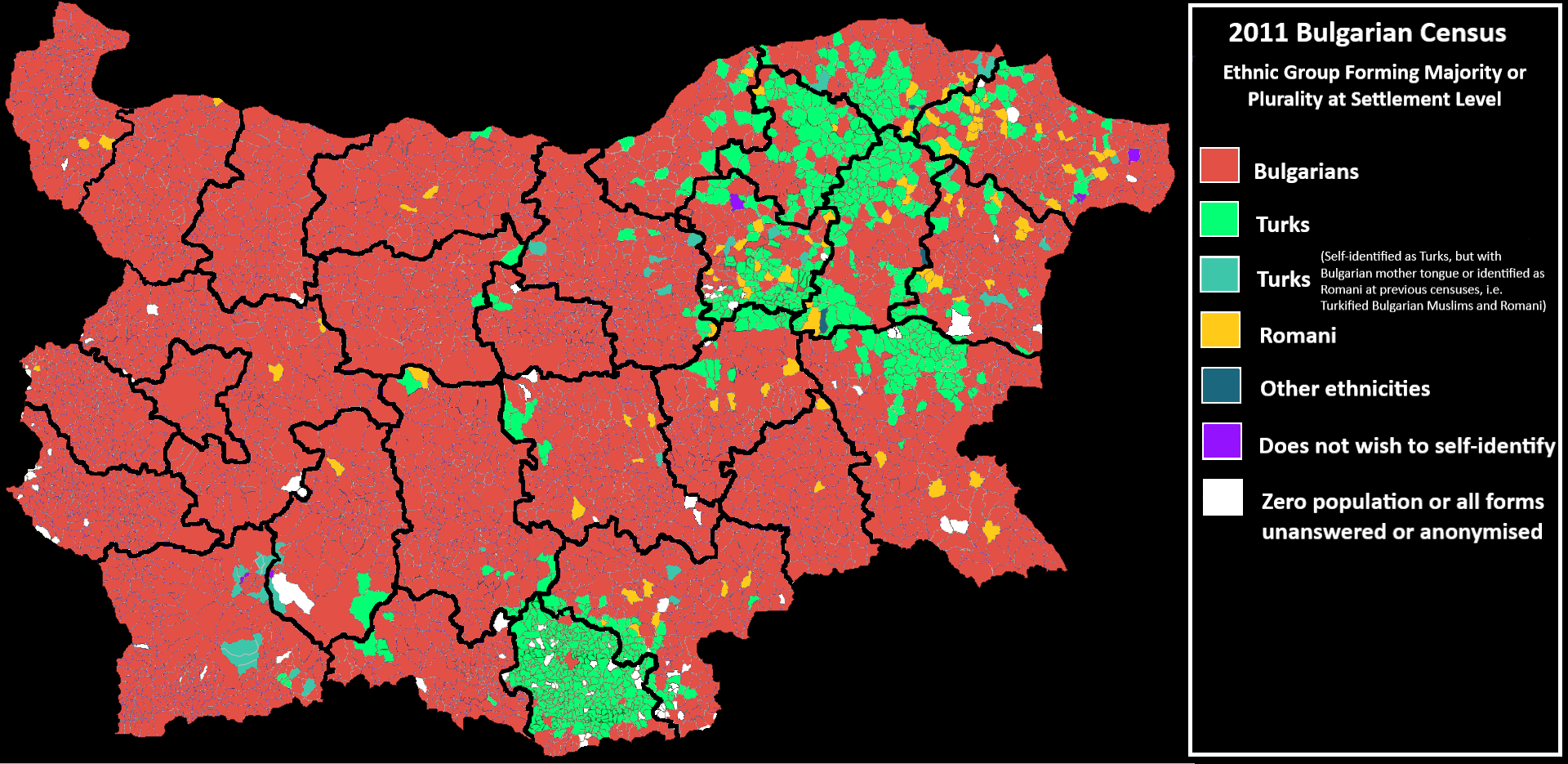
Carte ethnique de la Bulgarie au niveau des implantations, d'après le recensement de 2011.

| Groupe ethnique | 1900 (en %) | 1905 (en %) | 1910 (en %) | 1920 (en %) | 1926 (en %) | 1934 (en %) | 1946 (en %) |
| --------------- | ----------- | ----------- | ----------- | ----------- | ----------- | ----------- | ----------- |
| Bulgares        | 77,1        | 79,4        | 81,1        | 83,3        | 83,2        | 85,6        | 84,0        |
| Turcs           | 14,2        | 12,1        | 10,7        | 10,7        | 10,5        | 9,7         | 9,6         |
| Roms            | 2,4         | 2,5         | 2,8         | 2,0         | 2,5         | 2,5         | 2,4         |
| Russes          | 0,0         | 0,2         | 0,2         | 0,2         | 0,4         | 0,2         | 0,2         |
| Arméniens       | 0,4         |             | 0,3         | 0,2         | 0,5         | 0,4         | 0,3         |
| Saracatsanes    |             | 0,2         | 0,2         |             |             |             |             |
| Macédoniens     | 0,0         | 0,0         | 0,0         | 0,0         | 0,0         | 0,0         | 2,4         |
| Grecs           | 1,8         | 1,6         | 1,0         | 0,9         | 0,2         | 0,2         |             |
| Juifs           | 0,9         | 0,9         | 0,9         | 0,9         | 0,8         | 0,8         | 0,6         |
| Roumains        | 1,9         | 1,9         | 1,8         | 1,2         | 1,2         | 0,3         |             |
| Tatars          | 0,5         | 0,4         | 0,4         |             | 0,1         |             |             |
| Gagaouzes       |             | 0,3         |             |             | 0,1         |             |             |

| Groupe ethnique     | 1956 (en %) | 1965 (en %) | 1975 (en %) | 1992 (en %) | 2001 (en %) | 2011 (en %)1 |
| ------------------- | ----------- | ----------- | ----------- | ----------- | ----------- | ------------ |
| Bulgares            | 85,5        | 87,9        | 90,9        | 85,7        | 83,9        | 84,8         |
| Turcs               | 8,6         | 9,5         | 8,4         | 9,4         | 9,4         | 8,8          |
| Roms                | 2,6         | 1,8         |             | 3,7         | 4,7         | 4,9          |
| Russes              | 0,1         | 0,1         |             | 0,2         | 0,2         | 0,1          |
| Arméniens           | 0,3         | 0,2         | 0,2         | 0,2         | 0,1         | 0,1          |
| Valaques + Roumains | 0,0         |             |             | 0,1         | 0,1         | 0,1          |
| Saracatsanes        | 0,0         |             |             | 0,1         | 0,1         | 0,0          |
| Ukrainiens          |             |             |             | 0,0         | 0,0         | 0,0          |
| Macédoniens         | 2,5         | 0,1         |             | 0,1         | 0,1         | 0,0          |
| Grecs               | 0,1         | 0,1         |             | 0,1         | 0,0         | 0,0          |
| Juifs               | 0,1         | 0,1         | 0,0         | 0,0         | 0,0         | 0,0          |
| Tatars              | 0,1         | 0,1         | 0,1         | 0,1         | 0,0         |              |
| Gagaouzes           |             |             |             | 0,0         | 0,0         |              |
| Autres              | 0,2         |             |             |             | 0,5         | 0,3          |

### Langue
La principale langue de Bulgarie est le bulgare, langue slave méridionale appartenant à la famille des langues indo-européennes. La Bulgarie est le seul pays où il est la langue officielle, mais il est également parlé dans les pays voisins, tels que l'Ukraine, la Moldavie, la Macédoine du Nord, la Roumanie, la Grèce et la Turquie, et aussi dans la périphérie est de la Serbie.
Le bulgare s'écrit avec l'alphabet cyrillique avec quelques différences par rapport au russe. Il ne comporte en effet que 30 lettres et les prononciations peuvent être différentes. Le macédonien est fermement considéré en Bulgarie comme un parler bulgare, alors qu'il est revendiqué comme une langue à part entière par la Macédoine du Nord. Cela a parfois provoqué des problèmes entre les deux pays lors de l'écriture de documents officiels communs.
| Langue maternelle | 1880,     | 1880,     | 1887      | 1887      | 1892      | 1892      |
| ----------------- | --------- | --------- | --------- | --------- | --------- | --------- |
| Bulgare           | 1 345 507 | 67,0      | 2 326 250 | 73,7      | 2 505 326 | 75,7      |
| Turc et gagaouze  | 527 284   | 26,3      | 607 331   | 19,3      | 569 728   | 17,2      |
| Valaque/Roumain   | 49 070    | 2,4       |           |           | 62 628    | 1,9       |
| Romani            | 37 600    | 1,9       | 50 291    | 1,6       | 52 132    | 1,6       |
| Ladino            | 14 020    | 0,7       |           |           | 27 531    | 0,8       |
| Tatar             | 12 376    | 0,6       |           |           | 16 290    | 0,5       |
| Grec              | 11 152    | 0,6       | 58 326    | 1,8       | 58 518    | 1,8       |
| Arménien          | 3 837     |           |           |           | 6 445     | 0,2       |
| Serbo-croate      | 1 894     |           |           |           |           |           |
| Serbe             |           |           |           |           | 818       |           |
| Allemand/Yiddish  | 1 280     |           |           |           |           |           |
| Allemand          |           |           |           |           | 3 620     |           |
| Russe             | 1 123     |           |           |           | 928       |           |
| Albanais          | 530       |           |           |           |           |           |
| Italien           | 515       |           |           |           | 803       |           |
| Hongrois          | 220       |           |           |           |           |           |
| Tchèque           | 174       |           |           |           |           |           |
| Français          | 164       |           |           |           | 356       |           |
| Arabe             | 97        |           |           |           |           |           |
| Polonais          | 92        |           |           |           |           |           |
| Anglais           | 64        |           |           |           |           |           |
| Circassien        | 63        |           |           |           |           |           |
| Persan            | 58        |           |           |           |           |           |
| Autres            | 402       |           |           |           | 4 425     |           |
| Inconnue          |           |           |           |           | 1 165     |           |
| Total             | 2 007 919 | 2 007 919 | 3 154 375 | 3 154 375 | 3 310 713 | 3 310 713 |

### Religions
Selon le recensement de 2001, les orthodoxes bulgares représentaient 82,6% de la population et les musulmans 12,2%, et les autres chrétiens 1,2%, majoritairement affiliés à l'Église catholique[réf. nécessaire]. Il existe une petite communauté juive d'environ 5 000 personnes en Bulgarie.
Selon l'Eurobaromètre spécial Social values, science and technology en 2005, 40% des Bulgares croyaient en un dieu, et autant en des forces vitales ou spirituelles, alors que 13% ne croyaient en rien de tel.

## Migration

### Immigration
En 2016, le nombre officiel d'étrangers en Bulgarie était de moins de 74 000 personnes. La majorité est originaire des pays limitrophes (Grèce, Turquie, Macédoine) ou de pays de l'ancienne Union soviétique (Russie, Ukraine, Moldavie). L'augmentation de la population originaire de Syrie est due au conflit dans ce pays (vague de demandeurs d'asile).
|                   | 2011      | 2015      | 2016      | 2018      | 2019      | 2020      | 2021      | 2022      |
| ----------------- | --------- | --------- | --------- | --------- | --------- | --------- | --------- | --------- |
| Population totale | 7 369 431 | 7 202 198 | 7 153 784 | 7 050 034 | 7 000 039 | 6 951 482 | 6 916 548 | 6 838 937 |
| Bulgarie          | 7 330 544 | 7 134 038 | 7 075 726 | 6 957 642 | 6 896 086 | 6 833 681 | 6 787 926 | 6 698 934 |
| Total étrangers   | 36 723    | 65 622    | 73 822    | 85 895    | 95 775    | 106 514   | 114 831   | 124 172   |
| Russie            | 11 991    | 17 943    | 19 653    | 22 141    | 24 311    | 26 707    | 28 482    | 29 375    |
| Turquie           | 2 741     | 8 157     | 9 074     | 12 817    | 15 730    | 19 144    | 21 183    | 20 775    |
| Syrie             | 729       | 7 508     | 11 008    | 12 774    | 13 480    | 13 861    | 14 523    | 16 038    |
| Inconnus          | 72        | 2 538     | 4 236     | 6 497     | 8 178     | 11 287    | 13 791    | 15 831    |
| Ukraine           | 3 064     | 3 874     | 4 339     | 5 894     | 6 625     | 7 577     | 8 972     | 10 055    |
| Royaume-Uni       | 2 605     | 3 693     | 3 879     | 3 925     | 4 067     | 4 142     | 3 857     | 3 607     |
| Macédoine du Nord | 1 091     | 1 289     | 1 368     | 1 712     | 2 474     | 2 936     | 3 096     | 3 015     |
| Grèce             | 1 253     | 2 094     | 2 131     | 2 031     | 2 133     | 2 262     | 2 332     | 3 005     |
| Allemagne         | 848       | 1 266     | 1 328     | 1 346     | 1 406     | 1 481     | 1 553     | 2 816     |
| Serbie            |           | 813       | 906       | 1 102     | 1 547     | 1 954     | 2 141     | 2 308     |
| Chine             | 749       | 1 147     | 1 155     | 1 332     | 1 477     | 1 691     | 1 804     | 1 897     |
| Apatrides         | 1 707     | 1 875     | 1 903     | 1 870     | 1 877     | 1 878     | 1 873     | 1 846     |
| Moldavie          | 893       | 1 018     | 1 019     | 1 086     | 1 153     | 1 273     | 1 547     | 1 741     |
| Kazakhstan        |           | 712       | 833       | 1 073     | 1 222     | 1 435     | 1 588     | 1 687     |
| Italie            | 456       | 815       | 893       | 860       | 940       | 1 036     | 1 105     | 1 687     |
| États-Unis        |           | 876       | 921       | 1 092     | 1 204     | 1 304     | 1 443     | 1 498     |
| Arménie           | 1 167     | 1 175     | 1 192     | 1 196     | 1 261     | 1 314     | 1 336     | 1 313     |
| Pologne           | 819       | 978       | 1 021     | 1 009     | 1 016     | 1 036     | 1 069     | 1 309     |
| Irak              |           | 806       | 922       | 1 111     | 1 166     | 1 216     | 1 242     | 1 248     |
| Israël            |           |           |           |           |           |           |           | 1 137     |
| Roumanie          |           |           |           |           |           |           |           | 1 057     |

| Pays de naissance             | 2011      | 2015      | 2017      | 2018      | 2019      | 2020      | 2021      | 2022      | 2023      |
| ----------------------------- | --------- | --------- | --------- | --------- | --------- | --------- | --------- | --------- | --------- |
| Population totale en Bulgarie | 7 369 431 | 7 202 198 | 7 101 859 | 7 050 034 | 7 000 039 | 6 951 482 | 6 916 548 | 6 838 937 | 6 447 710 |
| Bulgarie                      | 7 290 666 | 7 077 389 | 6 954 776 | 6 891 535 | 6 825 767 | 6 760 262 | 6 711 929 | 6 615 195 | 6 277 700 |
| Total nés à l’étranger        | 78 621    | 123 803   | 145 390   | 156 505   | 171 993   | 188 729   | 201 940   | 220 843   | 168 595   |
| Russie                        | 18 725    | 24 416    | 27 650    | 28 878    | 30 918    | 33 176    | 34 935    | 36 235    | 28 498    |
| Ukraine                       | 5 877     | 7 039     | 8 829     | 9 714     | 10 678    | 11 773    | 13 339    | 14 999    | 13 638    |
| Allemagne                     | 2 083     | 5 533     | 8 147     | 9 875     | 11 922    | 14 131    | 15 780    | 18 663    | 13 414    |
| Royaume-Uni                   | 3 042     | 6 738     | 8 722     | 9 796     | 11 346    | 12 871    | 13 739    | 14 714    | 11 307    |
| Turquie                       | 3 955     | 9 284     | 10 214    | 11 373    | 13 689    | 16 720    | 18 313    | 20 370    | 11 259    |
| Grèce                         | 4 928     | 7 166     | 7 474     | 7 462     | 7 634     | 7 811     | 7 927     | 8 592     | 9 959     |
| Syrie                         | 1 250     | 8 318     | 12 290    | 13 547    | 14 225    | 14 573    | 15 231    | 16 820    | 7 546     |
| Espagne                       | 1 558     | 5 240     | 6 196     | 6 616     | 7 056     | 7 446     | 7 827     | 8 327     | 6 675     |
| Italie                        | 1 082     | 2 830     | 3 308     | 3 498     | 3 783     | 4 095     | 4 284     | 4 965     | 5 518     |
| Macédoine du Nord             | 2 426     | 2 742     | 3 138     | 3 498     | 4 370     | 4 994     | 5 450     | 6 005     | 5 104     |
| Moldavie                      | 1 893     | 2 363     | 2 610     | 2 792     | 2 978     | 3 221     | 3 738     | 4 238     | 3 905     |
| Roumanie                      | 6 045     | 4 612     | 3 977     | 3 660     | 3 334     | 3 096     | 2 835     | 2 701     | 3 870     |
| Serbie                        | 2 306     | 2 318     | 2 513     | 2 658     | 3 134     | 3 572     | 3 817     | 4 189     | 3 075     |
| États-Unis                    | 1 180     | 2 431     | 2 752     | 2 979     | 3 272     | 3 545     | 3 788     | 4 020     | 2 905     |
| France                        | 562       | 1 781     | 2 282     | 2 528     | 2 862     | 3 185     | 3 506     | 4 109     | 2 881     |
| Kazakhstan                    | 970       | 1 515     | 1 834     | 1 970     | 2 186     | 2 483     | 2 695     | 2 946     | 2 338     |
| Pologne                       | 1 196     | 1 648     | 1 784     | 1 801     | 1 844     | 1 923     | 1 996     | 2 260     | 2 290     |
| Belgique                      | 410       | 1 481     | 1 920     | 2 153     | 2 468     | 2 800     | 3 037     | 3 503     | 2 215     |
| Pays-Bas                      | 298       | 1 040     | 1 329     | 1 486     | 1 679     | 1 944     | 2 141     | 2 562     | 1 788     |
| Arménie                       | 1 472     | 1 565     | 1 606     | 1 629     | 1 708     | 1 756     | 1 782     | 1 826     | 1 700     |
| République tchèque            | 924       | 1 186     | 1 322     | 1 390     | 1 453     | 1 544     | 1 609     | 1 760     | 1 698     |
| Chine                         | 860       | 1 236     | 1 263     | 1 350     | 1 469     | 1 672     | 1 769     | 1 850     | 1 555     |
| Chypre                        | 244       | 1 008     | 1 198     | 1 292     | 1 402     | 1 524     | 1 603     | 1 733     | 1 448     |
| Inconnus                      | 144       | 1 006     | 1 693     | 1 994     | 2 279     | 2 491     | 2 679     | 2 899     | 1 415     |
| Autriche                      | 203       | 918       | 1 320     | 1 573     | 1 837     | 2 111     | 2 364     | 2 645     | 1 311     |
| Ouzbékistan                   |           |           |           | 845       | 877       | 926       | 961       | 1 027     | 1 157     |
| Biélorussie                   |           | 803       | 927       | 988       | 1 052     | 1 151     | 1 247     | 1 319     | 1 093     |
| Liban                         | 618       | 755       | 864       | 917       | 972       | 1 022     | 1 071     | 1 165     | 903       |
| Irak                          | 665       | 942       | 1 122     | 1 248     | 1 316     | 1 362     | 1 386     | 1 442     | 886       |
| Afghanistan                   |           |           |           |           |           |           |           |           | 886       |

Selon le rapport Perspectives migrations internationales 2016, la hausse de la population née dans un autre pays de l'Union européenne serait due en partie au retour de personnes d'origine bulgare dans leur patrie (depuis les fortes communautés bulgares de Grèce, Royaume-Uni, Allemagne, Espagne...). Par ailleurs, la hausse de la population née hors Union européenne est surtout due aux Russes (acquisitions immobilières sur le littoral bulgare), aux Turcs (étudiants) et aux Syriens (demandeurs d'asile à la suite de la guerre en Syrie).
chiffres de 2020 modifié le 27 février 2021.
| Pays d'origine    | 2017 | 2020 |
| ----------------- | ---- | ---- |
| Turquie           | 110  | 281  |
| Macédoine du Nord | 73   | 114  |
| Ukraine           | 204  | 110  |
| Russie            | 174  | 107  |
| Autres            | 426  | 247  |
| Total             | 914  | 859  |

## Politiques démographiques
La diminution progressive de la population bulgare entrave la croissance économique et l'amélioration du bien-être, et les mesures de gestion prises pour en atténuer les conséquences négatives n'abordent pas l'essence du problème. Le programme gouvernemental pour la période 2017-2021 est le premier qui vise à renverser la tendance. Le programme identifie également les moyens prioritaires pour atteindre cet objectif : des mesures pour augmenter le taux de natalité, réduire l'émigration des jeunes et renforcer la capacité réglementaire et institutionnelle pour mettre en œuvre une politique d'immigration moderne adaptée aux besoins de l'entreprise bulgare,.

## Sources
- Cet article est partiellement ou en totalité issu de l'article intitulé « Bulgarie » (voir la liste des auteurs).

- (en) Cet article est partiellement ou en totalité issu de l’article de Wikipédia en anglais intitulé « Demographics of Bulgaria » (voir la liste des auteurs).

1. ↑  Population and demographic processes in 2019, Republic of Bulgaria National Statistical Institute, 2020
2. ↑  Le taux de variation de la population 2019 correspond à la somme du solde naturel 2019 et du solde migratoire 2019 divisée par la population au 1er janvier 2019.
3. ↑  Population and demographic processes in 2019, Republic of Bulgaria National Statistical Institute, 2020
4. ↑  L'indicateur conjoncturel de fécondité (ICF) pour 2019 est la somme des taux de fécondité par âge observés en 2019. Cet indicateur peut être interprété comme le nombre moyen d'enfants qu'aurait une génération fictive de femmes qui connaîtrait, tout au long de leur vie féconde, les taux de fécondité par âge observés en 2019. Il est exprimé en nombre d’enfants par femme. C’est un indicateur synthétique des taux de fécondité par âge de 2019.
5. ↑  Population and demographic processes in 2019, Republic of Bulgaria National Statistical Institute, 2020
6. ↑   Le taux de natalité 2019 est le rapport du nombre de naissances vivantes en 2019 à la population totale moyenne de 2019.
7. ↑  Population and demographic processes in 2019, Republic of Bulgaria National Statistical Institute, 2020
8. ↑   Le taux de mortalité 2019 est le rapport du nombre de décès, au cours de 2019, à la population moyenne de 2019.
9. ↑  Population and demographic processes in 2019, Republic of Bulgaria National Statistical Institute, 2020
10. ↑  Le taux de mortalité infantile est le rapport entre le nombre d'enfants décédés à moins d'un an et l'ensemble des enfants nés vivants.
11. ↑  Population and demographic processes in 2019, Republic of Bulgaria National Statistical Institute, 2020
12. ↑  L'espérance de vie à la naissance en 2019 est égale à la durée de vie moyenne d'une génération fictive qui connaîtrait tout au long de son existence les conditions de mortalité par âge de 2019. C'est un indicateur synthétique des taux de mortalité par âge de 2019.
13. ↑  L'âge médian est l'âge qui divise la population en deux groupes numériquement égaux, la moitié est plus jeune et l'autre moitié est plus âgée.
14. ↑  Population and demographic processes in 2019, Republic of Bulgaria National Statistical Institute, 2020
15. 1 2
16. ↑  Таблица на населението към 15.03.2011 г. за град Пловдив, посетен на 6.04.2011 г.
17. ↑  Country Comparison :: Birth rate, CIA The World Factbook
18. ↑  Country Comparison :: Death rate, CIA The World Factbook
19. ↑  Country Comparison :: Population growth rate, CIA The World Factbook
20. ↑  « Bulgarie : plus fort déclin démographique depuis la chute du communisme », Ouest France,‎ 6 janvier 2022 (lire en ligne)
21. 1 2  « World Population Prospects - Population Division - United Nations », sur esa.un.org.
22. ↑  « Évolution de la population - Bilan démographique et taux bruts au niveau national », sur appsso.eurostat.ec.europa.eu (consulté le 22 novembre 2017).
23. ↑  « Population Projections Data »(Archive.org • Wikiwix • Archive.is • Google • Que faire ?), sur ec.europa.eu (consulté le 1er décembre 2017).
24. ↑  « Population au 1er Janvier par âge, sexe et type de projection », sur appsso.eurostat.ec.europa.eu (consulté le 22 novembre 2017).
25. 1 2 3 4  Gérard-François Dumont, Marta Sougareva et Nikolai Tzekov, « La Bulgarie en crise démographique », Population & Avenir, vol. 671, no 1,‎ 2005, p. 17 (ISSN 0223-5706 et 1968-3952, DOI 10.3917/popav.671.0017, lire en ligne, consulté le 22 octobre 2019)
26. ↑  Le péril démographique bulgare, www.buzz.europa.com, 12 octobre 2017 (consulté le 7 mars 2019)
27. ↑  Jacques Hubert-Rodier, La Bulgarie menacée d'effondrement démographique, www.lesechos.fr, 14 janvier 2018 (consulté le 7 mars 2019)
28. ↑  (en) If hell is other people, Bulgaria is paradise, www.economist.com, 11 janvier 2018 (consulté le 7 mars 2019)
29. ↑  « Le pape en Bulgarie s'alarme du dépeuplement du pays », sur laliberte.ch (consulté le 22 octobre 2019)
30. 1 2 3 4 5 6  (en) « Население по местоживеене пол и етническа група (Population by place of residence sex and ethnic group) »(Archive.org • Wikiwix • Archive.is • Google • Que faire ?), NSI,‎ 1900-2011.
31. ↑  (en) « 6,1 European population committee (The demographic characteristics of the main ethnic/national minorities in Bulgaria) »(Archive.org • Wikiwix • Archive.is • Google • Que faire ?), Council of Europe.
32. ↑  (en) « НАСЕЛЕНИЕ КЪМ 01,03,2001 Г, ПО ОБЛАСТИ И ЕТНИЧЕСКА ГРУПА (Inhabitants as at 01,03,2001 by province and ethnic group) »(Archive.org • Wikiwix • Archive.is • Google • Que faire ?), NSI,‎ 1er mars 2001.
33. ↑  (en) « Население по местоживеене възраст и етническа група (Population by place of residence age and ethnic group) »(Archive.org • Wikiwix • Archive.is • Google • Que faire ?), NSI,‎ 2011.
34. ↑  (bg) « Текст по страници », sur statlib.nsi.bg.
35. ↑  Kalionski, Alexei. Communities, Identities and Migrations in Southeast Europe Collected Articles. Anamnesis.  (ISBN 978-619-90188-4-2) , p. 48.
36. ↑  6.1 European population committee (CDPO) The demographic characteristics of national minorities in certain European States The demographic characteristics of the main ethnic/national minorities in Bulgaria CM(99)138 Addendum 2 (restricted) 27 October 1999
37. ↑  (en) « 1892 census ».
38. ↑  (en) « La Bulgarie », sur cia.gov (consulté le 7 août 2010)
39. ↑  « Jewish school in Bulgaria vandalized », sur jta.org (consulté le 8 août 2010).
40. ↑  [PDF] Eurobaromètre Social values, science and technology, Commission européenne, juin 2005.
41. ↑  Recensement Bulgare de 2011
42. ↑  Eurostat pour les chiffres de 2015
43. ↑  Perspectives migrations internationales 2016 et Eurostat.
44. ↑  « Database - Eurostat », sur ec.europa.eu.
45. ↑  https://www.euractiv.fr/section/affaires-publiques/news/trafic-de-passeports-en-bulgarie
46. ↑  https://www.nouvelobs.com/monde/20180322.OBS4008/comment-la-bulgarie-fabrique-de-faux-et-dangereux-citoyens-europeens.html
47. ↑  (bg + en) L. Ivanov. Demographic priorities and goals of the Government Program 2017–2021. Presentation at the round table Demographic Policies and Labour Mobility organized by the Ministry of Labour and Social Policy, and the State Agency for the Bulgarians Abroad. Sofia, 19 September 2017. 4 pp.
48. ↑  (bg + en) L. Ivanov. Measures to solve demographic problems. Business Club Magazine. Issue 11, 2017. p. 18-20.  (ISSN 2367-623X).